# Schéma de Gilbert pour Ulysses
 (mai 2025).
Si vous disposez d'ouvrages ou d'articles de référence ou si vous connaissez des sites web de qualité traitant du thème abordé ici, merci de compléter l'article en donnant les références utiles à sa vérifiabilité et en les liant à la section « Notes et références ».
Ce plan du roman Ulysse a été réalisée par son auteur, James Joyce, en 1921 pour aider son ami Stuart Gilbert à comprendre la structure fondamentale du livre. Gilbert l'a publié en 1930 dans son livre «Ulysses»: A Study de James Joyce . La copie originale de l'esquisse de Gilbert est conservée par Harley K. Collection Croessmann de James Joyce à la Southern Illinois University Carbondale.
| Titre                   | Scène                 | Temps | Organe        | Art               | Couleur     | Symbole            | Technique                  |
| ----------------------- | --------------------- | ----- | ------------- | ----------------- | ----------- | ------------------ | -------------------------- |
| 1. Télémaque            | La Tour               | 8h    | -             | Théologie         | Blanc, Or   | Héritier           | Narratif (jeune)           |
| 2. Nestor               | L'école               | 10h   | -             | Histoire          | Brun        | Cheval             | Cathéchisme (personnel)    |
| 3. Protée               | La Plage              | 11h   | -             | Filologie         | Vert        | Marée              | Monologue (masculin)       |
| 4. Calypso              | La Maison             | 8h    | Rein          | Économie          | Orange      | Nymphe             | Narratif (mature)          |
| 5. Les Lotophages       | Le Bain               | 10h   | Génitaux      | Botanique, Chimie | -           | Eucharistie        | Narcisisme                 |
| 6. Hadès                | Le Cimetière          | 11h   | Cœur          | Religion          | Blanc, Noir | Fossoyeur          | Incubisme                  |
| 7. Éole                 | Le Journal            | 12h   | Poumons       | Rhétorique        | Rouge       | Éditeur            | Enthymématique             |
| 8. Les Lestrygons       | Le Déjeuner           | 13h   | Œsophage      | Archictecture     | -           | Police             | Péristaltique              |
| 9. Charybde et Scylla   | La Bibliothèque       | 14h   | Cerveau       | Littérature       | -           | Stratford, Londres | Dialectique                |
| 10. Les Rochers Errants | Les Rues              | 15h   | Sang          | Mécanique         | -           | Citoyens           | Labyrinthe                 |
| 11. Les Sirènes         | La Chambre de Concert | 16h   | Oreille       | Musique           | -           | Serveuses          | Fuga per canonem           |
| 12. Le Cyclope          | La Taverne            | 17h   | Muscle        | Politique         | -           | Fenian             | Gigantisme                 |
| 13. Nausicaa            | Les Pierres           | 20h   | Oeil, Nez     | Peinture          | Gris, Bleu  | Vierge             | Tumescence, détumescence   |
| 14. Les Bœufs du Soleil | L'hôpital             | 22h   | Utérus        | Médecine          | Blanc       | Mères              | Développement embryonnaire |
| 15. Circé               | Le Bordel             | 0h    | Articulations | Magie             | -           | Prostituer         | Hallucination              |
| 16. Eumée               | Le refuge             | 1h    | Nerfs         | Navigation        | -           | Marins             | Narratif (vieux)           |
| 17. Ithaque             | La Maison             | 2h    | Jus           | Science           | -           | Comètes            | Cathéchisme (impersonnel)  |
| 18. Pénélope            | Le Lit                | -     | Chair         | -                 | -           | Terre              | Monologue (féminin)        |